# مرزبانی

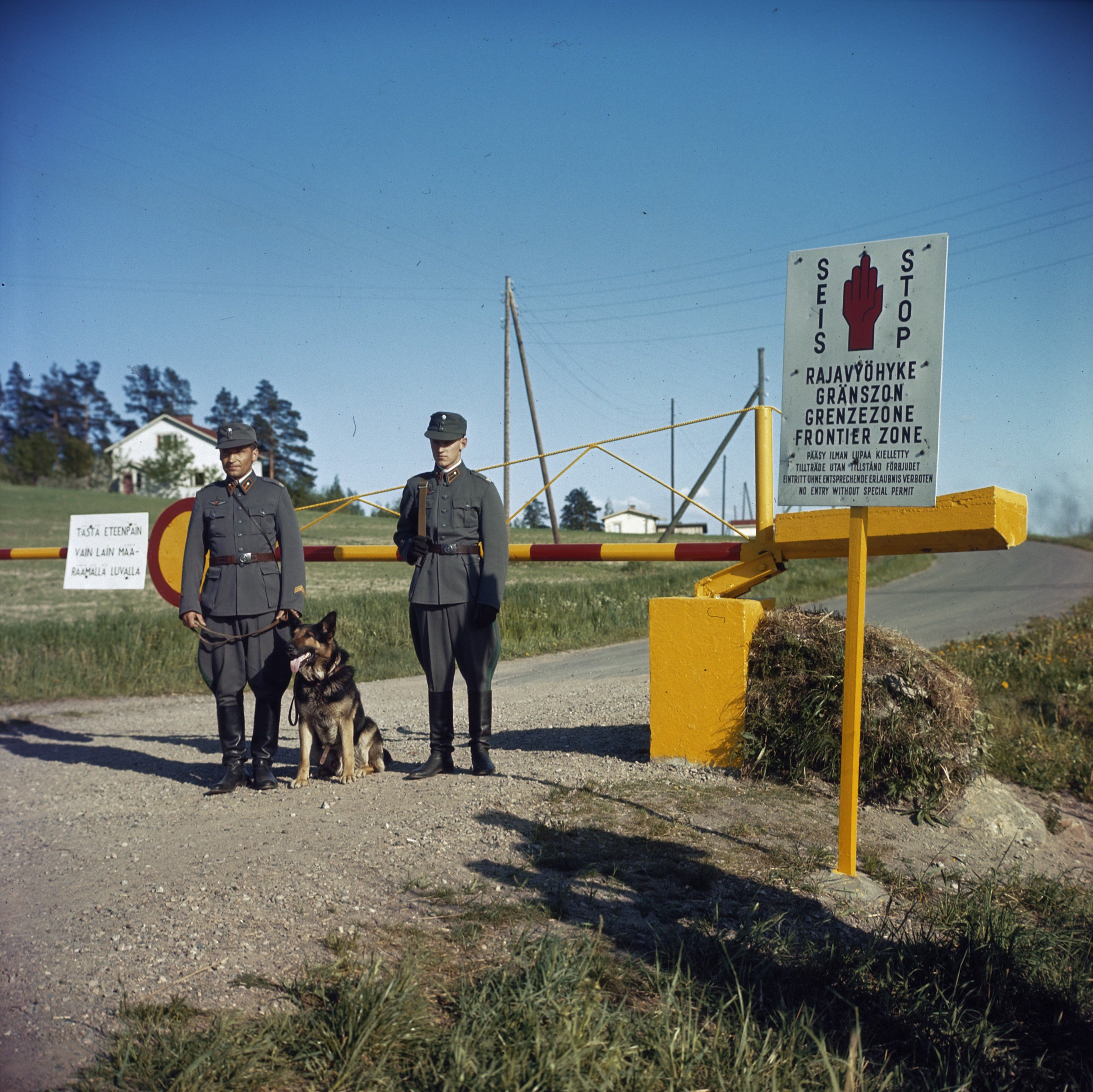
مرز روسیه و فنلاند. گشت‌های مرزبانان در موانع

مرزبانی (انگلیسی: Border guard) یا گارد مرزی، یک سازمان امنیت ملی در کشورها است، که وظیفه برقراری امنیت در مرزهای کشور را برعهده دارد. برخی از آژانس‌های ملی مرزبانی نیز وظیفه گارد ساحلی (مانند کشورهای آلمان، ایتالیا یا اوکراین) را برعهده دارند و خدمات و عملیات امداد و نجات را انجام می‌دهند. در کشورهای مختلف، نام خدمات خاص مرزبانی به طور قابل توجهی متفاوت می‌باشد.